# ميتا فو واريك فولر
ميتا فو واريك أو ميتا فو واريك ( /miːtə ˈvaʊ/ MEE-tə-_-VOW ; ولدت في 9 يونيو 1877 و توفيت في 13 مارس 1968 ) كانت فنانة أمريكية من أصل أفريقي اهتمت بموضوعات المركزية الأفريقية . في نهضة هارلم ، اشتهرت بكونها شاعرة ورسامة ومصممة مسرحية ونحاتة للتجربة الأمريكية السوداء. وفي مطلع القرن العشرين، حققت شهرة باعتبارها أول نحاتة سوداء وكانت نحاتة مشهورة في باريس قبل عودتها إلى الولايات المتحدة.  كانت واريك تحت حماية أوغست رودان ، ووُصِف بأنه "واحد من أكثر الفنانين السود إبداعًا في جيلها". من خلال اعتماد أسلوب تصويري قائم على الرعب واختيار تصوير أحداث الظلم العنصري، مثل إعدام  تورنر ، استخدمت واريك منصتها لمعالجة الصدمات المجتمعية للأمريكيين من أصل أفريقي.

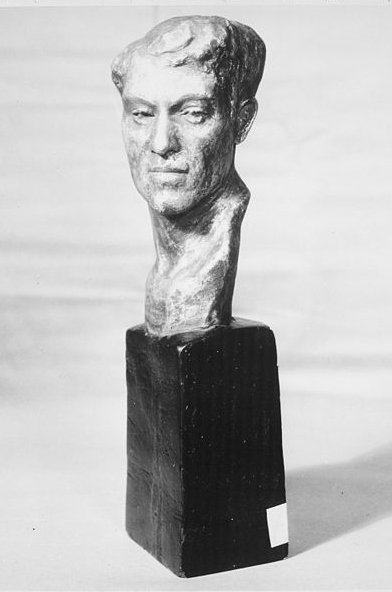
بطل الظلام ، إدارة المحفوظات والسجلات الوطنية، كوليدج بارك، ماريلاند

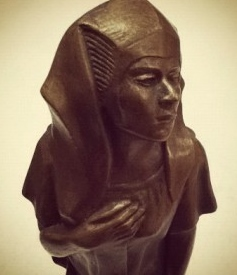
ميتا فو واريك فولر، إثيوبيا ، تمثال برونزي، 1910

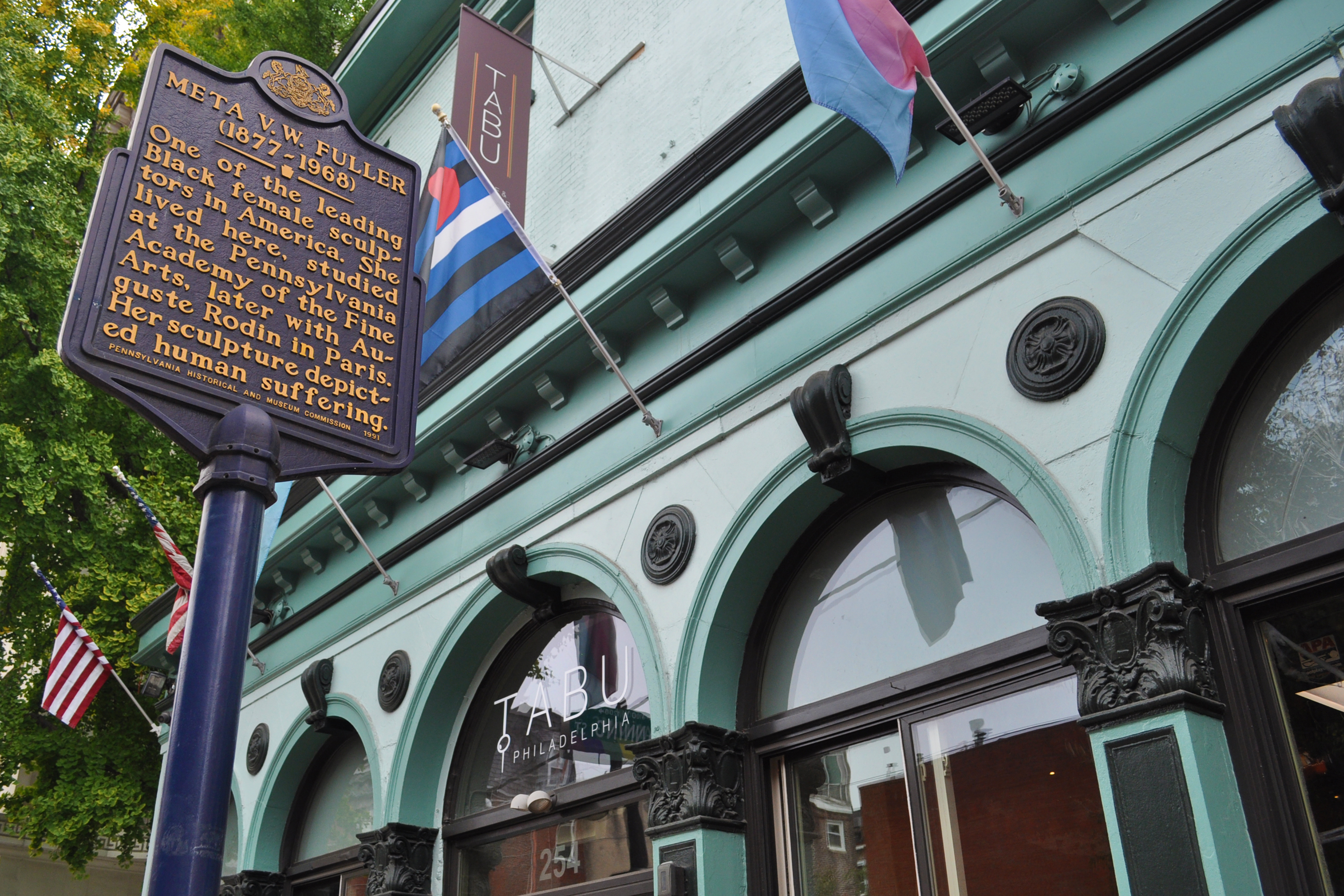
ميتا فولكس فاجن فولر (1877-1968). إحدى النحاتات السود الرائدات في أمريكا. عاشت هنا، ودرست في أكاديمية بنسلفانيا للفنون الجميلة ، ثم مع أوغست رودان في باريس. يصور تمثالها المعاناة الإنسانية. (علامة تاريخية في 254 جنوب شارع 12 فيلادلفيا بنسلفانيا - لجنة بنسلفانيا للتاريخ والمتاحف 1991)

## أعملها

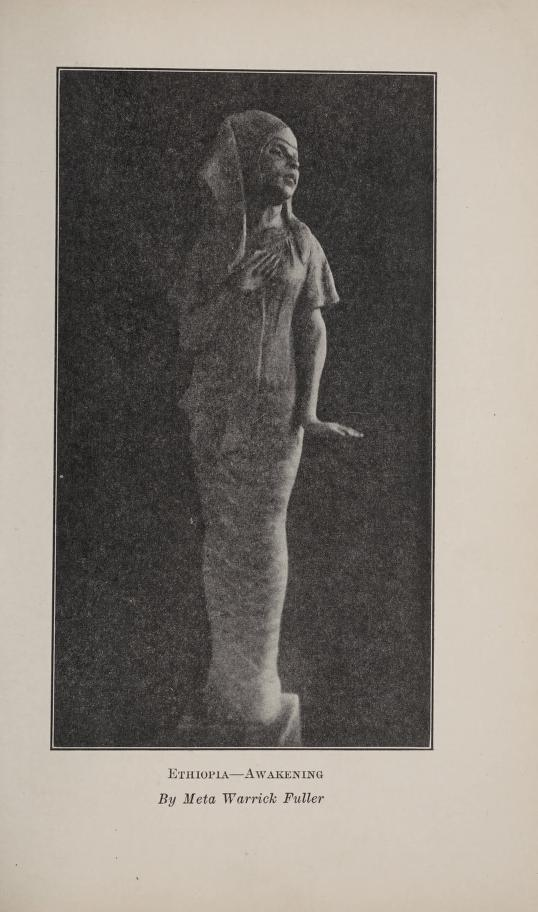
ميتا فو واريك فولر، صحوة إثيوبيا ، ج. 1921، ماكيت صغير (الموقع غير معروف)، أعيد إنتاجه في روبرت ت. كيرلين، الشعراء الزنوج وقصائدهم (واشنطن العاصمة: Associated Publishers, Inc.، 1923)، 45.

- باتشانت، منحوتة من الجبس الملون، 1930 [12]
- التحرر، في الجص، 1913؛ بالبرونزية 1999. [13] ظهرت على مسار التراث النسائي في بوسطن . [14]
- إثيوبيا ، مجسم صغير مصبوب من الجص ومطلي ليشبه البرونز، ج. 1921، 13 × 3 1/2 × 3 7/8 بوصة. , المتحف الوطني للتاريخ والثقافة الأمريكية الأفريقية. [15]
- إثيوبيا الصحوة، النحت البرونزي، الزنجار الأسود المخضر، مع وضع اليد بشكل غير صحيح على جانب الشكل، ق. 1921 ، 67 × 16 × 20 بوصة. مركز شومبورج لأبحاث الثقافة السوداء، مكتبة نيويورك العامة. [16] [17]
- هنري جيلبرت، منحوتة من الجبس الملون، 1928 [12]
- جيسون، منحوتة من الجبس الملون، متحف دانفورت [18] [12]
- الرقصة الصغيرة ، تمثال برونزي، متحف مقاطعة لوس أنجلوس للفنون [19]
- البؤساء، النحت البرونزي، متحف ماريهيل للفنون، غولدنديل، واشنطن [12]
- عظام كسولة في الظل، نحت، ق. 1937 [12]
- رجل يأكل قلبه، منحوتة من الجبس، 1905-1906. إنه يمثل رجلاً راكعاً عارياً يأكل قلبه. [12]
- ماري تورنر (احتجاج صامت ضد عنف الغوغاء)، منحوتة من الجبس، 1919، متحف التاريخ الأفريقي الأمريكي، بوسطن، ماساتشوستس [12]
- الأم والطفل، تمثال من البرونز المصبوب، 1962، معهد ماساتشوستس للتكنولوجيا [12]
- السلام يوقف قسوة الحرب ، حوالي عام 1917، أعيدت تسميته وكشف النقاب عنه باسم "ويلات الحرب" في 15 أكتوبر 1999، في كلية ولاية فرجينيا [20]
- فيليس ويتلي (حوالي 1753-1784)، نحت من الجبس، ق. 1925 . تم صنعه بناءً على نقش نُشر عام 1773 [12]
- اللاجئ، النحت ، ق. 1940 . رجل منحني الشكل وفي يده عصا [12]
- جمجمة متكلمة، منحوتة برونزية، 1937، متحف التاريخ الأفريقي الأمريكي، بوسطن، ماساتشوستس. رجل راكع يواجه جمجمة [12]
- الراعي الصالح، نحت من الجبس، ق. 1926–1927 [12]
- فتى الماء، نحت، 1930 [12]

## أنظر أيضا
- لويس مايلو جونز
- سارجنت كلود جونسون
- جاكوب لورانس
- أرشيبالد موتلي
- رومار بيردن

## روابط خارجية
- "ميتا واريك فولر" Unladylike2020 .